# El rufián dichoso
El rufián dichoso es una comedia que escribió Miguel de Cervantes, impresa por vez primera en sus Ocho comedias y ocho entremeses nuevos nunca representados (1615) y compuesta muy probablemente entre 1605 y ese año.

## Características
Se trata de una comedia interesante por muchos conceptos: es la única comedia de santos que compuso su autor, y posee abundantes elementos picarescos e incluso jácaras incluidas, e incluye al comienzo de la segunda jornada un diálogo entre dos personajes alegóricos, la Curiosidad y la Comedia, en que Cervantes canta la palinodia de sus anteriores teorías dramáticas clasicistas ante el éxito que había tenido la nueva fórmula teatral de Lope de Vega, expresada en su Arte nuevo de hacer comedias en este tiempo (1609). Cuenta la historia de un joven sevillano dado a la mala vida (era jaque y tahúr) Cristóbal de Lugo, que renunció a los vicios y murió en loor de santidad. Se inspira en el libro II de la Historia de la fundación y discurso de la provincia de Santiago de México de la Orden de Predicadores, por las vidas de sus varones insignes, y casos notables de la Nueva España (Madrid: Pedro Madrigal, 1597) de fray Agustín Dávila Padilla. Cervantes se muestra muy hábil en señalar la progresiva transformación psicológica del personaje desde el pícaro que es al empezar al santo en que se termina convirtiendo. El primer acto es típicamente picaresco, hasta el punto de que muchos lo consideran un verdadero entremés en sí mismo que recuerda a sus dos novelas ejemplares Rinconete y Cortadillo y al Coloquio de los perros, entre lo mejor que ha escrito Cervantes; el segundo y el tercero señalan su progresiva evolución a la santidad. Hábilmente Cervantes introduce el diálogo entre Curiosidad y Comedia para justificar la evolución del rufián hacia la espiritualidad dentro de la nueva poética teatral lopesca, menos sujeta a las unidades aristotélicas y a la veracidad, pero ya Cervantes señala en el primero el complejo de inferioridad que siente Lugo ante el alguacil Villanueva al descender de un humilde tabernero y su necesidad de hacerse notar en todo lo que emprende.
El segundo acto o jornada que comienza con un diálogo entre Comedia y Curiosidad sobre las innovaciones de esta obra contradice las opiniones vertidas en el Quijote (I, 48) acerca de la comedia lopista; Cervantes se justifica por seguir un género particular -la comedia de santos- y porque la novedad, eje de su teatro, obliga a modificar los planteamientos. Con esta advertencia, aclaraba que el carácter experimental de su teatro no sufría por aproximarse al gran público.

## Argumento
La obra refiere en tres actos correspondientes a la vida disoluta, la penitente y la muerte piadosa del fraile protagonista. Su asunto es la conversión del rufián sevillano Cristóbal de Lugo, criado del inquisidor Tello de Sandoval. Tras describir su vida de hampón, fullero y rufián en compañía de su criado, el gracioso Lagartija, empieza a experimentar dudas de conciencia que lo llevan a avisar del rapto de su mujer a su marido. En el segundo acto, tras el diálogo entre Comedia y Curiosidad, encontramos al Inquisidor y a Lugo en México, donde por desesperación al contemplar a una pecadora, doña Ana de Treviño, que desdeña confesarse a la hora de la muerte tentada por diversos diablos, logra convertirla e inicia una vida piadosa de penitencia y arrepentimiento convirtiéndose en fray Cristóbal de la Cruz y su criado Lagartija en fray Antonio. Al final el protagonista sufre la lepra como símbolo del pecado y del castigo. Se le hacen numerosos honores por su extraordinaria caridad y humildad demostradas pero él se niega a aceptarlos, pues no deja de proclamar la bajeza de su linaje. Muere como santo, aplaudido de los cristianos y lamentado por los demonios, entre ellos el mismo Lucifer. 
El segundo acto o jornada que comienza con un diálogo entre Comedia y Curiosidad sobre las innovaciones de esta obra contradice las opiniones vertidas en el Quijote (I, 48) acerca de la comedia lopista; Cervantes se justifica por seguir un género particular -la comedia de santos- y porque la novedad, eje de su teatro, obliga a modificar los planteamientos. Con esta advertencia -no palinodia- aclaraba que lo experimental de su teatro no se deterioraba por aproximarse al gran público.